# انتخابات مجلس نمایندگان ایالات متحده آمریکا در آلاسکا، ۲۰۱۴
انتخابات مجلس نمایندگان ایالات متحده آمریکا در آلاسکا، ۲۰۱۴ (انگلیسی: United States House of Representatives election in Alaska, 2014) در سه شنبه ۴ نوامبر ۲۰۱۴ میلادی در ایالت آلاسکا برگزار شد که به پیروزی اکثریت حزب جمهوری‌خواه ایالات متحده آمریکا انجامید.